# سیارک ۲۶۶۱

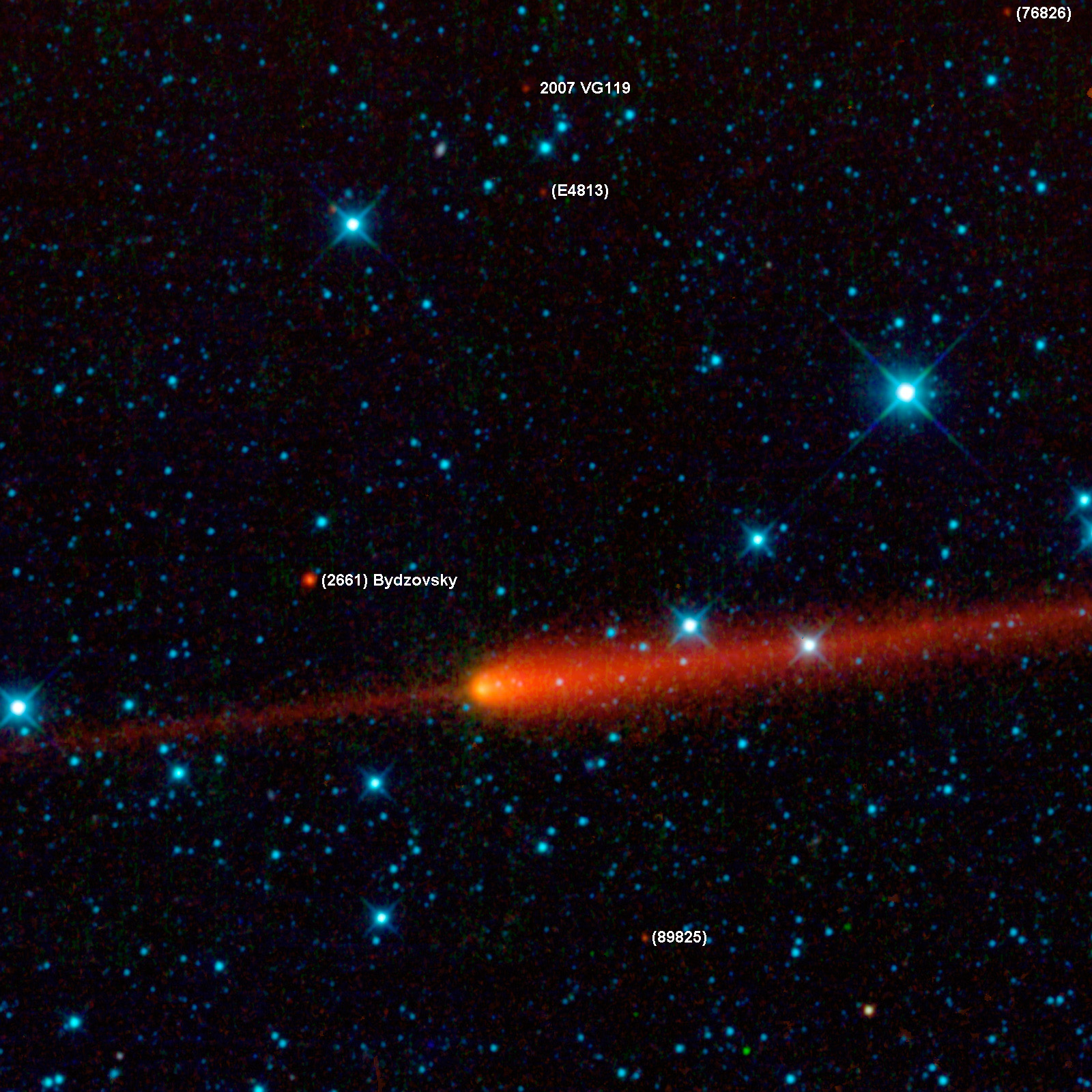
نمایی از سیارک ۲۶۶۱ در منظومهٔ خورشیدی - ۲۰۱۰

سیارک ۲۶۶۱ (به انگلیسی: 2661 Bydzovsky، نامگذاری:1982FC1) دو هزار و ششصد و شصت و یکمین سیارک کشف شده‌است که در ۲۳ مارس ۱۹۸۲ کشف شد.
قدر مطلق سیارک برابر ۱۱٫۳۰ است.